# Alan Pasqua
Alan Pasqua (New Jersey, 28 giugno 1952) è un musicista, compositore e insegnante statunitense.

## Carriera
È ricordato principalmente per essere stato il tastierista dei Giant nei loro primi due album. Ha inoltre suonato come turnista per Bob Dylan, Cher, Michael Bublé, Eddie Money, Allan Holdsworth, Night Ranger, Starship, Russell Hitchcock, Joe Walsh, Sammy Hagar, Amy Grant, Van Stephenson, Pino Daniele, John Fogerty, Pat Benatar, Rick Springfield, Juice Newton, Damn Yankees, Kip Winger, Tyketto, Prism, Stone Fury e Santana.
Negli ultimi anni ha fondato un trio jazz insieme al batterista Peter Erskine e al contrabbassista Darek Oles. Fondamentale è stato il suo apporto nell'ambito della fusion  insieme al chitarrista Allan Holdsworth prima nei Lifetimes di Tony Williams e successivamente nelle formazioni del chitarrista inglese.
Parallelamente all'attività di musicista, svolge quella di docente di musica jazz presso la University of Southern California.

## Discografia solista
- Milagro (Postcards, 1994)
- Dedications (Postcards, 1995)
- Lee Ritenour – Alive in L.A. (GRP, 1997)
- Russian Peasant (Blue Forest, 2000)
- The Music of Eric Von Essen, Vol. 1 (Cryptogramophone, 2000)
- The Music of Eric von Essen, Vol. 2 (Cryptogramophone, 2001)
- Latin Jazz (Yamaha Artists, 2001)
- Body & Soul (Video Arts, 2004)
- My New Old Friend (Cryptogramophone, 2005)
- Solo (Alan Pasqua, 2007)
- Standards (Fuzzy, 2007)
- The Anti-Social Club (Cryptogramophone, 2007)
- Blues for Tony (Moonjune, 2010)
- Twin Bill: Two Piano Music of Bill Evans (BFM Jazz, 2011)
- The Interlochen Concert (Fuzzy, 2016)
- Northern Lights (Gretabelle, 2018)
- Soliloquy (Gretabelle, 2019)